# Diccionari Biogràfic de Dones
Das Diccionari Biogràfic de Dones (DBD), in Eigenschreibweise Diccionari biogràfic de dones, das biografische Frauenlexikon für die katalanischsprachigen Gebiete, ist ein biografisches Werk in katalanischer Sprache, das die Leistungen der Frauen für die katalanische Kultur und Gesellschaft in Geschichte und Gegenwart darstellt und heraushebt.

## Motivation
Die Leistungen von Frauen in der Kultur- und Gesellschaftsgeschichte der katalanischsprachigen Gebiete sind seit der Antike bis heute konstant wichtig geblieben. Zum größten Teil blieb dieses Engagement der Frauen jedoch unerkannt oder die Arbeit von vielen Frauen erfuhr nicht ihre notwendige Würdigung.
Die Vereinzelung und die oft nur fragmentierte Darstellung von Informationen über gesellschaftlich wertvolle, von Frauen geleistete Arbeit oder die praktische Unsichtbarkeit von Frauen in Nachschlagewerken wie Enzyklopädien und Lexika wirkten als entmutigende Elemente in der Forschung und in Hinsicht auf die Darstellung der Leistungen von Frauen in der Öffentlichkeit und Gesellschaft.

## Gründung der Plattform
Um dem Verlust von Menschen in der öffentlichen Erinnerung, die anerkanntermaßen einen wichtigen Beitrag zur Entwicklung der Gesellschaft oder der Kultur geleistet haben, entgegenzuwirken, haben im Jahr 2010 die Generalitat de Catalunya (Regierung von Katalonien), der Consell de Mallorca (Regierung von Mallorca) und das Xarxa Vives d'Universitats (Universitätsnetzwerk Xarxa Vives) das Onlinelexikon Diccionari biogràfic de dones mit öffentlichem und kostenlosem Zugang ins Leben gerufen. Dieses Lexikon bietet in 655 biografischen Artikeln eine umfangreiche Übersicht über gesellschaftlich wichtige Arbeiten von Frauen in den katalanischsprachigen Gebieten vom 1. bis zum 21. Jahrhundert nach Christus. Das Projekt hebt so die Beteiligung und die Beiträge von Frauen an der Entwicklung der katalanischen Gesellschaft und Kultur ins gesellschaftliche Bewusstsein. Die Ausarbeitung dieses Lexikons lag bei den Xarxa-Vives-Forschern und universitären Forschungsgruppen der Frauen- und Gender-Forschung.